# Јанош Ајх
Јанош Ајх (мађ. Eich János; Пожега, 1899 — Петровград, 1943) био је мађарски и југословенски сликар.

## Биографија
Родио је 1899. године у Пожеги, у Славонији. Још као дете долази у Велики Бечкерек. По завршетку гимназије ступа у модошки атеље сликара Стевана Алексића, а затим у Будимпешти похађа вечерњи курс Академије за примењену уметност. По повратку у Велики Бечкерек прихвата разне поруџбине сликајући портрете, иконе и предлошке за гоблене. Желео је да отвори школу сликања, али због слабог одзива до тога није дошло. Био је члан „Великобечкеречких импресиониста” од 1919. до 1936. године, и тада у своје сликарство уводи пејзаж. Услед болести умире 1943. године за време окупације.
Године 1981. Ајхова удовица поклонила је Народном музеју Зрењанин неколико радова свог супруга.

## Галерија
- Зимско двориште у Цвијићевој улици, Народни музеј Зрењанин
- Аутопортет, Народни музеј Зрењанин